# Ngôi sao đỏ lấp lánh (hoạt hình)
Ngôi sao đỏ lấp lánh (tiếng Trung Quốc: 閃閃的紅星, Thiểm thiểm đích hồng tinh) là một bộ phim hoạt hình của đạo diễn Lâm Siêu Hiền, ra mắt lần đầu năm 2007.